# Kantiella enigmatica
Kantiella enigmatica är en nässeldjursart som beskrevs av Bouillon 1978. Kantiella enigmatica ingår i släktet Kantiella och familjen Laingiidae. Inga underarter finns listade i Catalogue of Life.